# Powiat Amberg-Sulzbach
Powiat Amberg-Sulzbach (niem. Landkreis Amberg-Sulzbach) – powiat w Niemczech, w kraju związkowym Bawaria, w rejencji Górny Palatynat, w regionie Oberpfalz-Nord.
Siedzibą powiatu Amberg-Sulzbach jest miasto na prawach powiatu Amberg, które do powiatu nie należy.

## Podział administracyjny
W skład powiatu Amberg wchodzi:
- pięć gmin miejskich (Stadt)
- siedem gmin targowych (Markt)
- 15 gmin wiejskich (Gemeinde)
- cztery wspólnoty administracyjne (Verwaltungsgemeinschaft)
- jeden obszar wolny administracyjnie (gemeindefreies Gebiet)

Miasta:
| Lp. | Nazwa miasta              | Ludność (31.12.2011) | Powierzchnia km² |
| --- | ------------------------- | -------------------- | ---------------- |
| 1   | Auerbach in der Oberpfalz | 8.801                | 70,33            |
| 2   | Hirschau                  | 5.893                | 74,58            |
| 3   | Schnaittenbach            | 4.180                | 62,55            |
| 4   | Sulzbach-Rosenberg        | 19.575               | 53,19            |
| 5   | Vilseck                   | 6.473                | 64,71            |

Gminy targowe:
| Lp. | Nazwa gminy targowej | Ludność (31.12.2011) | Powierzchnia km² |
| --- | -------------------- | -------------------- | ---------------- |
| 1   | Freihung             | 2.548                | 46,34            |
| 2   | Hahnbach             | 4.976                | 67,41            |
| 3   | Hohenburg            | 1.631                | 41,50            |
| 4   | Kastl                | 2.436                | 64,83            |
| 5   | Königstein           | 1.772                | 28,27            |
| 6   | Rieden               | 2.837                | 32,29            |
| 7   | Schmidmühlen         | 2.387                | 25,33            |

Gminy wiejskie:
| Lp. | Nazwa gminy                       | Ludność (31.12.2011) | Powierzchnia km² |
| --- | --------------------------------- | -------------------- | ---------------- |
| 1   | Ammerthal                         | 2.093                | 8,14             |
| 2   | Birgland                          | 1.826                | 62,40            |
| 3   | Ebermannsdorf                     | 2.419                | 45,39            |
| 4   | Edelsfeld                         | 1.883                | 34,72            |
| 5   | Ensdorf                           | 2.217                | 54,55            |
| 6   | Etzelwang                         | 1.442                | 21,69            |
| 7   | Freudenberg                       | 4.166                | 78,81            |
| 8   | Gebenbach                         | 899                  | 18,17            |
| 9   | Hirschbach                        | 1.269                | 26,76            |
| 10  | Illschwang                        | 2.087                | 54,15            |
| 11  | Kümmersbruck                      | 9.888                | 48,37            |
| 12  | Neukirchen bei Sulzbach-Rosenberg | 2.652                | 45,75            |
| 13  | Poppenricht                       | 3.439                | 11,58            |
| 14  | Ursensollen                       | 3.717                | 75,20            |
| 15  | Weigendorf                        | 1.203                | 12,54            |

Wspólnoty administracyjne:
| Lp. | Nazwa wspólnoty administracyjnej  | Ludność (31.12.2011) | Powierzchnia km² | Liczba gmin |
| --- | --------------------------------- | -------------------- | ---------------- | ----------- |
| 1   | Hahnbach                          | 5.875                | 85,53            | 2           |
| 2   | Illschwang                        | 3.913                | 116,53           | 2           |
| 3   | Königstein                        | 3.041                | 66,16            | 2           |
| 4   | Neukirchen bei Sulzbach-Rosenberg | 5.297                | 80,02            | 3           |

Obszary wolne administracyjnie:
| Lp. | Nazwa obszaru | Ludność (31.12.2011) | Powierzchnia km² |
| --- | ------------- | -------------------- | ---------------- |
| 1   | Eichen        | niezamieszkany       | 2,78             |

## Zmiany administracyjne
- 1 września 2015
  - rozwiązanie obszaru wolnego administracyjnie Hirschwald